# بيت ويبر
بيت ويبر (بالإنجليزية: Pete Weber)‏ هو لاعب البولنغ ‏ أمريكي، ولد في 21 أغسطس 1962 في سانت آن في الولايات المتحدة.

## وصلات خارجية
- بيت ويبر على موقع الموسوعة البريطانية (الإنجليزية)